# Adelaide de Löwenstein-Wertheim-Rosenberg
Adelaide de Löwenstein-Wertheim-Rosenberg (em alemão: Adelheid Sophie Amelie Louise Johanne Leopoldine von Löwenstein-Wertheim-Rosenberg; Kleinheubach, 3 de abril de 1831– Ryde, 16 de dezembro de 1909), era filha de Constantino, Príncipe Herdeiro de Löwenstein-Wertheim-Rosenberg e da princesa Inês de Hohenlohe-Langemburgo, dois pequenos principados então existentes na Alemanha, foi também esposa do deposto rei D. Miguel I de Portugal.

## Biografia
A princesa Adelaide de Löwenstein-Wertheim-Rosenberg nasceu em Kleinheubach, Baviera, em 3 de abril de 1831, domingo de Páscoa. Ela era filha de Constantino, Príncipe Hereditário de Löwenstein-Wertheim-Rosenberg e da princesa Inês de Hohenlohe-Langenburg.
A princesa Adelaide pertencia à família Löwenstein-Wertheim, um ramo originalmente morganático da Casa de Wittelsbach que acabou sendo elevado ao status de principesco e, em seguida, mediatizado em 1819.

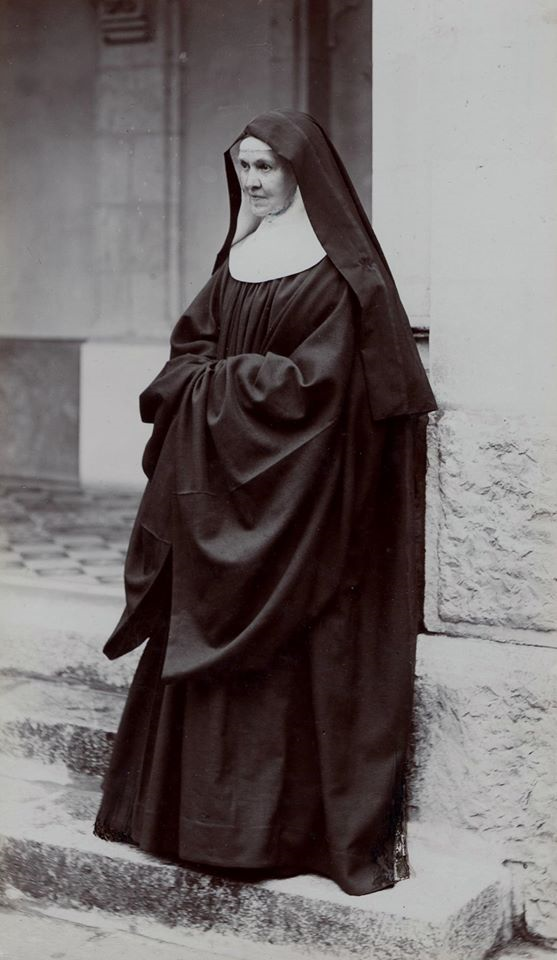
D. Adelaide de Löwenstein-Wertheim-Rosenberg, na Ordem Beneditina após enviuvar

Adelaide tinha quatro anos e meio quando sua mãe morreu e sete quando também perdeu seu pai. Ela e seu irmão, Charles, então foram criados por seus avós paternos, Charles Thomas, Príncipe de Löwenstein-Wertheim-Rosenberg e sua esposa, a princesa Sophie de Windisch-Graetz. Seus avós maternos eram Carlos Luís I, Príncipe de Hohenlohe-Langemburgo e condessa Amália de Solms-Baruth.
Já na qualidade de viúva, a partir de 1866, tornou-se monja beneditina na francesa Abadia de Solesmes (Abbaye Sainte-Cécile de Solesmes) e depois num convento da mesma ordem em Cowes, na Ilha de Wight, em Inglaterra, onde morreu.

## Casamento e descendência
Casou em 24 de setembro de 1851, em Kleinheubach, com o ex-infante D. Miguel de Bragança, de quem teve os seguintes filhos:
- Maria das Neves de Bragança (5 de agosto de 1852 – 1941), casada em 1871 com o infante Afonso de Espanha, filho do pretendente João Carlos de Espanha;
- Miguel Januário de Bragança (19 de setembro de 1853 – 11 de outubro de 1927), avô do actual duque de Bragança;
- Maria Teresa de Bragança (24 de agosto de 1855 – 1944), casada em 1873 com o arquiduque Carlos Luís da Áustria;
- Maria José de Bragança (19 de março de 1857 – 11 de março de 1943), casada em 1874 com Carlos Teodoro, Duque da Baviera;
- Aldegundes de Bragança (10 de novembro de 1858 – 15 de abril de 1956), casada em 1876 com o príncipe Henrique de Bourbon-Parma;
- Maria Ana de Bragança (13 de julho de 1861 – 1 de agosto de 1942), casada em 1893 com Guilherme IV, Grão-Duque de Luxemburgo;
- Maria Antónia de Bragança (28 de novembro de 1862 – 14 de maio de 1959), casada em 1884 com Roberto I, Duque de Parma.